# Градоначальники Уфы
Это список градоначальников города Уфы.  Со времени основания города существовали различные формы управления. Поочередно городом руководили: воевода, вице-губернатор, бурмистр, ратман, наместник, губернатор, городской голова , председатель горсовета и горисполкома, с 1992 года — глава администрации.

## Городской голова
После принятия в 1785 году «Грамоты на право и выгоды городам Российской Империи» во главе городской думы (законодательного органа) и городской управы (исполнительного орган) стоял городской голова.

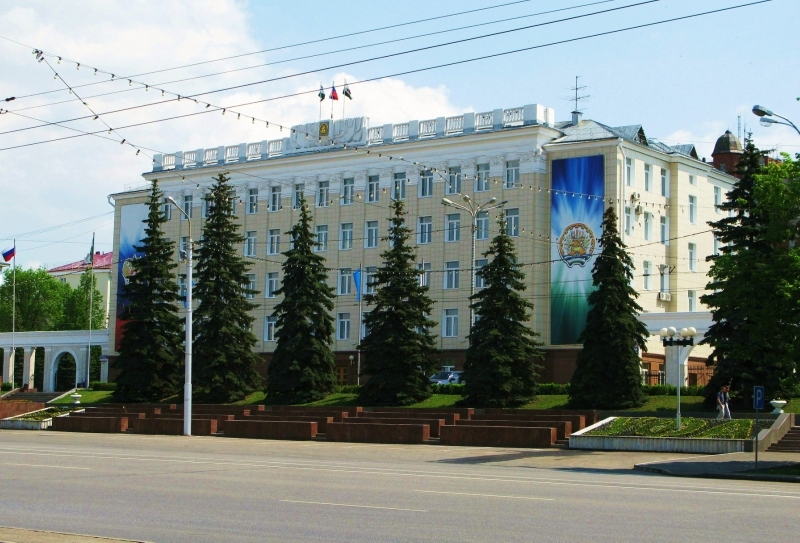
Здание администрации Уфы

- Подьячев Алексей Меньшой — с 31 мая 1799 года
- Шишковский Михаил — с 1800 года
- Анисимов Пётр — с 8 мая 1803 года
- Подьячев Василий — с 7 января 1806 года
- Жулябин Данила — с 9 июля 1812 года
- Подьячев Василий — с 27 февраля 1815 года
- Кадкин Степан Максимович — с 5 января 1821 года
- Подьячев Василий Михайлович — с 20 декабря 1823 года
- Тарпанов Иван Фёдорович — с 19 июня 1826 года
- Подьячев Василий — с 30 декабря 1826 года
- Шишковский Василий Петрович — с 10 июля 1830 года
- Попов Василий Афанасьевич — с 29 декабря 1832 года
- Нестеров Иван — с 20 сентября 1834 года
- Подьячев Николай — с 14 октября 1841 года
- Сурков Матвей Афанасьевич — с 15 декабря 1841 года
- Нестеров Иван Андреевич — с 21 октября 1844 года
- Кадкин Прокопий Афанасьевич — с 14 ноября 1850 года
- Блохин Кондратий Игнатьевич — с 23 декабря 1853 года
- Губанов Василий Степанович — с 15 декабря 1859 года
- Блохин Кондратий Игнатьевич — с 2 января 1863 года
- Сапожников Михаил Яковлевич — с 23 июля 1865 года
- Попов Павел Васильевич — с 4 октября 1865 года
- Губанов Василий Степанович — с 16 декабря 1868 года
- Попов Павел Васильевич — с 19 января 1871 года
- Эверсман Николай Эдуардович — с 23 августа 1874 года
- Волков Дмитрий Семёнович — с 24 января 1875 года
- Чижов Фёдор Егорович — с 1887 года
- Сахаров Сергей Львович — с 1891 года
- Маллеев Александр Александрович — с 1894 года
- Гиневский Петр Федоровтч — с 1906 года
- Диц Генрих Егорович — с 1908 года
- Зайков Сергей Петрович — с 1909 года
- Верниковский Александр Иосифович — с 1914 года
- Бриллиантов Александр Иванович — с 1917 года

31 января 1918 года Уфимская городская дума ликвидирована.

## Председатели горсовета
В октябре 1919 года состоялись выборы в высший законодательный орган — Уфимский городской Совет, и исполнительный (исполнительный комитет) — горисполком. Во главе этих органов стоял председатель.
- Аграновский Лазарь Соломонович — с октября 1919 года
- Першин Филипп Яковлевич — с конца 1919 года
- Иванов Митрофан Георгиевич — с июля 1921 года
- Кузнецов Пётр Зиновьевич — с сентября 1921 года, в ноябре 1921 года горисполком упразднён
- Иванов Митрофан Георгиевич — с декабря 1921 года председатель горсовета
- Першин Филипп Яковлевич — с июля 1922 года горисполком восстановлен, председатель горисполкома
- Муравьёв — в августе-сентябре 1924 года временно исполняющий обязанности председателя горсовета
- Рябов — с 6 октября 1924 года временно исполняющий обязанности 'председателя горсовета
- Кракин — с 1 декабря 1924 года председатель горсовета
- Иванов В. М. — с 16 ноября 1927 года
- Заикин Василий Дмитриевич — с октября 1929 года
- Иванов В. М. — с конца марта 1930 года
- Киселёв И. — с июля 1930 года
- Иванов В. М. — с сентября по ноябрь 1930 года
- Бакаев Дмитрий Васильевич — с июля 1931 года
- Толстой Николай Алексеевич — с декабря 1934 года
- Бычков Е. Я. — с 16 июня 1937 года
- Буренкин Константин Дмитриевич — с 19 декабря 1937 года
- Симашев Д. П. — с 21 июня 1938 года по 27 апреля 1939 года
- Козлов Николай Александрович — с 21 июля 1939 года
- Руданов Георгий Петрович — с 5 января 1940 года
- Левковцев Сергей Афанасиевич — с 13 июля 1942 года
- Янгиров Марван Янгирович — с 3 сентября 1943 года
- Филимонов Федор Семенович — с 1 июля 1945 года
- Кравцов Антон Васильевич — с 25 января 1946 года
- Мазов Ермолай Егорьевич — с 31 марта 1950 года
- Капустин Николай Иванович — с 22 мая 1950 года
- Сарычев Николай Николаевич — с 30 ноября 1952 года
- Бабуркин Илья Иванович — с 9 марта 1956 года
- Попков Потап Емельянович — с 24 июля 1956 года
- Толмачëв Анатолий Алексеевич — с 3 марта 1960 года
- Воронинский Сергей Сергеевич — с 22 марта 1961 года
- Валеев Адгам Хасанович — с 4 марта 1969 года
- Уваров Николай Александрович — с 1981 года
- Зайцев Михаил Алексеевич — с июля 1987 года

## ПредседателиСовета городского округа город Уфа— главы городского округа город Уфа
- Зайцев Михаил Алексеевич (1990 — 1995 гг.)
- Ямалтдинов Фидус Аглясович (1995 — 2000 гг.)
- Нугуманов Рауф Самигуллович (2000 — 2003 гг.)
- Баранов Анатолий Сергеевич (2003 — 2004 гг.)
- Касимов Махмут Анварович (2004 — 2005 гг.)
- Нигматуллин Ирек Газизович (2005 — 2012 гг.)
- Семивеличенко Евгений Александрович (2012 — 2016 гг.)
- Трофимов Валерий Николаевич (2016 — 2021 гг.)
- Васимов Марат Васфиевич (с 2021 г.)

## Главы администрации городского округа город Уфа
- Зайцев, Михаил Алексеевич — 17 марта 1992 — 22 марта 1995
- Ямалтдинов, Фидус Аглямович — с марта 1995 года
- Нугуманов, Рауф Самигуллович — с августа 2000 года
- Качкаев, Павел Рюрикович — 2003 год — 3 декабря 2011 года
- Ялалов, Ирек Ишмухаметович — с 2011 года[3]
- Мустафин, Ульфат Мансурович — 29 октября 2018 — 29 октября 2020†[4]
- Муслимов, Радмил Афтахтдинович — октябрь — декабрь 2020 года (и. о.)
- Греков, Сергей Николаевич — с 15 января 2021 года по 14 февраля 2022 (и. о. 16 декабря 2020 — 15 января 2021)
- Мавлиев, Ратмир Рафилович — с 16 марта 2022 (и. о. 14 февраля 2022 — 16 марта 2022)